# 集團左遷!!
《集團左遷！！》（日語：しゅうだんさせん！！），是從2019年4月21日起於TBS周日劇場播出的電視連續劇，共10集，由福山雅治主演。
本作改編自江波戸哲夫所著寫的經濟小說《新裝版銀行支店長》和《集團左遷》（由講談社文庫出版）。本劇為平成最後的日曜劇場和令和最初的日曜劇場 。香港由myTV SUPER緊貼日本點播。
劇名的日語名稱「集団左遷」，中文意思是「集體降職」。

## 故事簡介

### 第一部（蒲田分行編）
本作講述三友銀行由從與大昭和銀行合併後，因經歷金融海嘯所帶來的經濟衰退，加速了三友銀行開源節流的政策，以關閉分行為主。
任職三友銀行的職員片岡洋，某天被升任為蒲田分行行長，在他高興之時，常務董事橫山輝生告訴他該分行已決定關閉。他告訴片岡廢行的事已經不會改變，所以他在那裡不需要努力。只要他能令分行順利關閉，他就能回到總行工作。他雖然想遵從總行的決定，但看到其他不知情同事在努力，令他開始苦惱着。
片岡最終無法壓抑內心想努力奮鬥的精神，以及想保住蒲田分行，在橫山等人不斷阻撓之下，仍然扭盡六壬，誓要帶領副分行長真山徹及職員們，向100億日元的業績目標進發。

### 第二部（總部編）
蒲田分行最終因為無法達到業績目標，而被下令廢行，但因片岡等人奮鬥的關係，成功保住全行職員留在銀行集團內，調任到其他部門繼續工作。
片岡被調回總部融資課後不久，銀行就爆發了多宗客戶不良融資事件。眾多事件的背後，矛頭都指向了銀行的日本橋分行以及橫山常務。銀行與此同時亦宣佈與外資合併的計劃。在隅田勝常務董事的秘密委託之下，片岡與被調至日本橋分行擔任副分行長的真山，以及一眾前蒲田分行的員工開始去調查事件。
隨着調查越深入，片岡等人駭然發現事件將會大大動搖到銀行根本的信譽。與此同時，他們亦開始受到銀行高層的打壓。到底他們能否及時揭發銀行的非法行為，拯救到三友銀行導回正軌？

## 登場人物

### 主要人物
| 角色     | 演員       | 粵語配音 | 介紹                                        |
| 片岡洋   | 福山雅治   | 潘文柏   | 三友銀行蒲田分行 行長→總行融資部 部長       |
| 真山徹   | 香川照之   | 李錦綸   | 三友銀行蒲田分行 副行長→日本橋分行 副分行長 |
| 瀧川晃司 | 神木隆之介 | 李凱傑   | 三友銀行蒲田分行 法人營業1課職員→三友証券   |
| 片岡香織 | 八木亜希子 | 梁少霞   | 片岡洋的妻子。                              |
| 藤田秀樹 | 市村正親   | 黃子敬   | 三友銀行總行行長                            |
| 梅原尊   | 尾美利德   | 招世亮   | 三友銀行總行營業部次長                      |
| 横山輝生 | 三上博史   | 朱子聰   | 三友銀行總行常務董事、人事負責人→副行長     |

### 前三友銀行蒲田分行
| 角色       | 演員       | 粵語配音 | 介紹                                           |
| 木田美惠子 | 中村杏     | 魏惠娥   | 法人營業1課主任→目黒分行 法人營業課            |
| 平井樹     | 井之脇海   | 陳灝瑋   | 法人營業2課職員→高井戶分行 法人營業課          |
| 花澤浩平   | 高橋和也   | 翟耀輝   | 法人營業1課課長→スーパー川榮 經理部長          |
| 横溝厚男   | 迫田孝也   | 劉奕希   | 法人營業2課課長→町田分行 法人營業課課長        |
| 三宅庄司   | 增田修一朗 | 麥皓豐   | 個人營業窗口課課長→小岩分行 個人營業課         |
| 宮田學     | 谷口翔太   | 鄧志堅   | 法人營業2課主任→練馬分行 法人營業課            |
| 藤枝薰     | 橋本真實   | 鄭麗麗   | 個人營業窗口課兼Teller主任→用賀分行 個人營業課 |

### 三友銀行總行
| 角色     | 演員       | 粵語配音 | 介紹                             |
| 鄉田成道 | 津嘉山正種 | 陳永信   | 會長                             |
| 南口優   | 橋爪淳     | 張炳強   | 副行長                           |
| 宿利雅史 | 酒向方     | 馮錦堂   | 分行統括部部長→總務部 人才開發室 |
| 鮫島正義 | 小手伸也   | 陳卓智   | 檢查部次長                       |
| 柘植良春 | 林泰文     | 梁偉德   | 審查部部長                       |
| 隅田勝   | 別所哲也   | 陳欣     | 融資擔當常務                     |

### 三友銀行本店融資部
| 角色     | 演員     | 粵語配音 | 介紹      |
| 栖原光男 | 伊藤正之 | 葉振聲   | 部長      |
| 篠田學   | 須田邦裕 | 張方正   | 一課 課長 |
| 新堂秀樹 | 馬場徹   | 曹啟謙   | 一課 係長 |
| 脇田雅美 | 坂本三佳 | 謝潔貞   | 一課 主任 |

### 片岡家
| 角色     | 演員     | 粵語配音 | 介紹             |
| 片岡裕太 | 絃瀨聰一 | 鍾見麟   | 洋與香織的兒子。 |

### 其他角色
| 角色             | 演員                    | 粵語配音 | 介紹                             |
| 青島憲二         | 赤掘雅秋                | 葉振聲   | 片岡童年時的朋友，通稱「青島」。 |
| 鈴木將之         | パパイヤ鈴木            | 陳卓智   | 片岡童年時的朋友，通稱「パチ」。 |
| 真山有里         | 西田尚美                | 黃玉娟   | 真山徹的妻子。                   |
| 三友銀行形像大使 | 生田繪梨花 （乃木坂46） |          |                                  |
| 金村勇二         | 川原和久                | 馮志輝   | 三友銀行日本橋支店支店長。       |

### 客串角色

#### 第1集
| 角色         | 演員            | 粵語配音 | 介紹                           |
| 米山貢次     | 平山浩行        | 雷霆     | 獲得蒲田分行貸款的會社社長。   |
| 鶴田育夫     | 孟加拉 (消歧义) | 盧國權   | 瀧川的客户，一間小工場的社長。 |
| 鶴田政子     | 梅澤昌代        | 袁淑珍   | 鶴田育夫的妻子。               |
| 近藤友理奈   | 中村静香        | 羅孔柔   | 女主人。                       |
| 快遞員       | 山田たかお      | 林國雄   |                                |
| 俱樂部的媽媽 | LiLiCo          | 曾佩儀   |                                |
| 儀式主持人   | 石井亮次        | 蕭徽勇   |                                |

#### 第2集
| 角色                 | 演員         | 粵語配音 | 介紹                                      |
| 町田良介             | 市川猿之助   | 蕭徽勇   | 「町田General」社長，向蒲田支行提出融資。 |
| 三嶋和生（第4－5集） | 赤井英和     | 譚炳文   | 三嶋食品會社社長。                        |
| 稻葉勝               | 東根作壽英   | 招世亮   | 三友銀行新宿分行行長。                    |
| 鷹谷真一             | 櫻井聖       | 張錦江   | 三友銀行羽田分行行長。                    |
| 小池庄一（第5集）    | 三遊亭小遊三 | 黃子敬   | 不動產會社社長。                          |

#### 第3集
| 角色     | 演員     | 粵語配音 | 介紹                                      |
| 田口瑠美 | 淺野優子 | 陸惠玲   | 真山負責的客戶，「田口瑠美美容院」 社長。 |
| 田口孝一 | 高木渉   | 葉振聲   | 田口瑠美的丈夫。                          |

#### 第4集
| 角色   | 演員     | 粵語配音 | 介紹                   |
| 神崎昇 | 戶次重幸 | 劉昭文   | 房地產諮詢公司的社長。 |
| 原珠希 | 猫背椿   | 許盈     | 經濟情報誌總編輯。     |

#### 第5集
| 角色     | 演員       | 粵語配音 | 介紹             |
| 太田幸司 | 宮川一朗太 | 蘇強文   | 太田大廈副社長。 |
| 阿誠     | 淺香航大   | 關令翹   | 藤枝薰的前男友。 |
| 丸山育巳 | 濱田晃     | 張炳強   | 真山有里的父親。 |

#### 第6集
| 角色     | 演員     | 粵語配音 | 介紹                   |
| 西村雪子 | 丘みつ子 | 沈小蘭   | 為亡夫守護工場的女性。 |
| 樋口冴子 | 松居直美 | 謝潔貞   | 片岡香織的好友。       |

#### 第7集
| 角色       | 演員       | 粵語配音 | 介紹                 |
| 丸橋太郎   | 筒井道隆   | 雷霆     | 丸橋控股副社長。     |
| 丸橋雄一郎 | 本田博太郎 | 盧國權   | 丸橋控股社長。       |
| 上原友治   | 茂呂師岡   | 林國雄   | 丸橋控股前會計部長。 |

#### 第8集
| 角色     | 演員     | 粵語配音 | 介紹             |
| 金村美和 | 大路惠美 | 劉惠雲   | 金村勇二的妻子   |
| 吉本耕三 | 高橋洋   | 黃啟昌   | Regina Homes財務 |

#### 第9集
| 角色               | 演員       | 粵語配音 | 介紹       |
| 島津和幸（最終回） | 石丸謙二郎 | 盧國權   | 國會議員。 |

## 幕後人員
- 原作 - 江波戸哲夫《新裝版 銀行支店長》、《集團左遷》（講談社文庫刊）
- 劇本 - いずみ吉紘 [4]
- 主題曲 - ELEPHANT KASHIMASHI「俺たちの明日」(環球音樂)
- 音樂 - 佐橋俊彦
- 旁白 - 貫地谷詩穗梨 [3] （日本）/ 劉惠雲（香港）
- 攝影特殊協力 - 城南信用金庫、GLORY
- 金融監督 - 宿輪純一
- 銀行監督 - 早川健二
- 醫療監督 - 岩崎善毅（イムス東京葛飾總合病院）
- 製作人 - 飯田和孝、中前勇兒
- 導演 - 平川雄一朗、田中健太、韓哲
- 製作 - TBS

## 放送日程
| 話數                                     | 播放日期 | 標題                                                    | 導演       | 收視率 | 備註       |
| ---------------------------------------- | -------- | ------------------------------------------------------- | ---------- | ------ | ---------- |
| 第1集                                    | 4月21日  | 俺達に明日はない!?ノルマ100億に挑め! ド根性男の奇跡始動 | 平川雄一朗 | 13.8%  | 加長25分鐘 |
| 第2集                                    | 4月28日  | 逆転不可能に挑め!!ダメ社員達の奇策!?                    | 平川雄一朗 | 8.9%   | 加長15分鐘 |
| 第3集                                    | 5月5日   | 絶体絶命大ピンチ!!裏切り者はだれだ!?                    | 田中健太   | 10.1%  |            |
| 第4集                                    | 5月12日  | 遂にリストラ決定!?土壇場支店の結末!!                    | 韓哲       | 9.2%   |            |
| 第5集                                    | 5月19日  | さらば、愛しの男!?前代未聞の大失敗!!                    | 平川雄一朗 | 9.0%   |            |
| 第6集                                    | 5月26日  | 全員リストラ決定!?支店長最後の大選択                    | 田中健太   | 7.8%   |            |
| 第7集                                    | 6月2日   | 本部編始動!! 巨大な上層部の悪事を暴け                   | 韓哲       | 9.4%   |            |
| 第8集                                    | 6月9日   | 因縁上司をやっつけろ!?                                  | 平川雄一朗 | 11.9%  |            |
| 第9集                                    | 6月16日  | 託された不正の証拠! 最後の大逆転目前!                   | 田中健太   | 10.1%  |            |
| 第10集                                   | 6月23日  | 完結〜下克上の行方 熱き男が起こす奇跡                   | 平川雄一朗 | 13.1%  |            |
| （收視率由Video Research於關東地區統計） |          |                                                         |            |        |            |

## 外部連結
- 日曜劇場《集團左遷!!》 （页面存档备份，存于）（日語）

## 節目的變遷
| 日本 TBS電視台 週日劇場                   | 日本 TBS電視台 週日劇場                  | 日本 TBS電視台 週日劇場 |
| ----------------------------------------- | ---------------------------------------- | ----------------------- |
|                                           | 集團左遷!! （2019.04.21 - 2019.06.23）   |                         |
| The Good Wife （2019.01.13 - 2019.03.17） | NO SIDE GAME （2019.07.07 - 2019.09.15） |                         |

| 香港 無綫電視J2 星期日 23:00－00:00 · 5月19日 23:00-00:30 · 5月26日 23:00-00:15 | 香港 無綫電視J2 星期日 23:00－00:00 · 5月19日 23:00-00:30 · 5月26日 23:00-00:15 | 香港 無綫電視J2 星期日 23:00－00:00 · 5月19日 23:00-00:30 · 5月26日 23:00-00:15 |
| ------------------------------------------------------------------------------- | ------------------------------------------------------------------------------- | ------------------------------------------------------------------------------- |
|                                                                                 | 集團左遷!! （2019.05.19 - 2019.07.21）                                          |                                                                                 |
| 型人狗仔隊 （2019.05.12）                                                       | 遺留搜查 弦外之兇 （2019.07.28 - 2019.08.04）                                   |                                                                                 |